# Mad Max: Fury Road
Série Mad Max
Mad Max : Au-delà du dôme du tonnerre
(1985) Furiosa : Une saga Mad Max
(2024)
Pour plus de détails, voir Fiche technique et Distribution.
Mad Max: Fury Road, ou Mad Max : La Route du chaos au Québec, est un film de science-fiction australien réalisé par George Miller et sorti en 2015.
C’est le quatrième film de la série Mad Max. Il marque le retour du héros australien au cinéma après trente ans d’absence. L’acteur britannique Tom Hardy succède à Mel Gibson dans le rôle-titre.
Le film suit un ancien policier de la route, Max Rockatansky (Tom Hardy) qui erre désormais seul au volant de son bolide (une Ford Falcon XB 351) dans un monde dévasté où les clans de cannibales, les sectes et les gangs de pillards s’affrontent dans des déserts sans fin pour l’essence et l’eau. L’un de ces clans est aux ordres de « Immortan Joe » (Hugh Keays-Byrne), un ancien militaire devenu leader tyrannique. L’une de ses plus fidèles partisanes, l’« imperator » Furiosa (Charlize Theron), le trahit et s’enfuit à bord d’un Porte-Guerre (Tatra T815) avec un bien d’une importance capitale pour un chef de guerre : ses « épouses », un groupe de jeunes femmes lui servant d’esclaves et de « pondeuses ».
Le film reçoit six Oscars lors de la 88e cérémonie des Oscars, le 28 février 2016.

## Synopsis

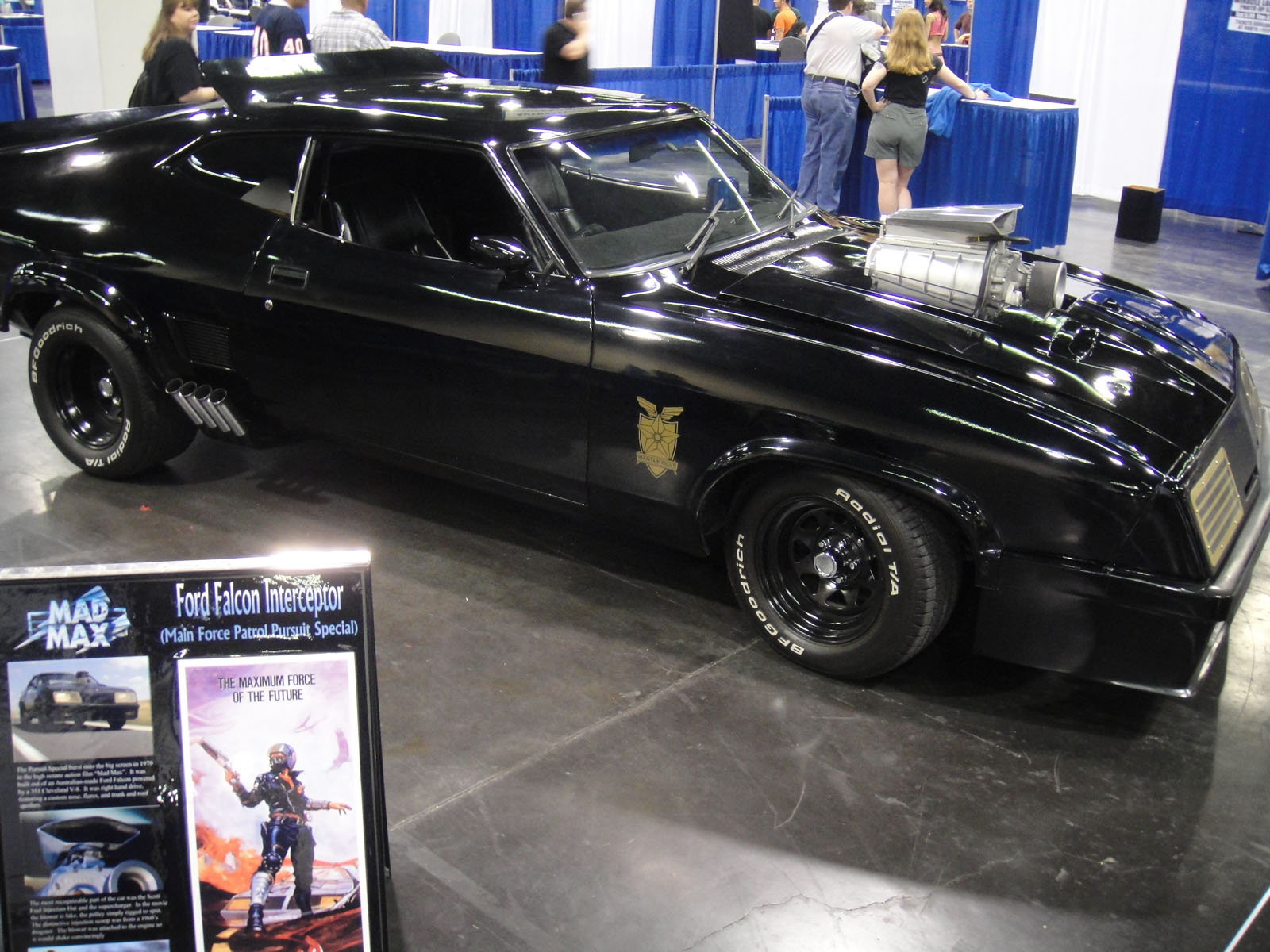
La Ford Falcon XB Hardtop conduite par Mel Gibson dans le premier film Mad Max.

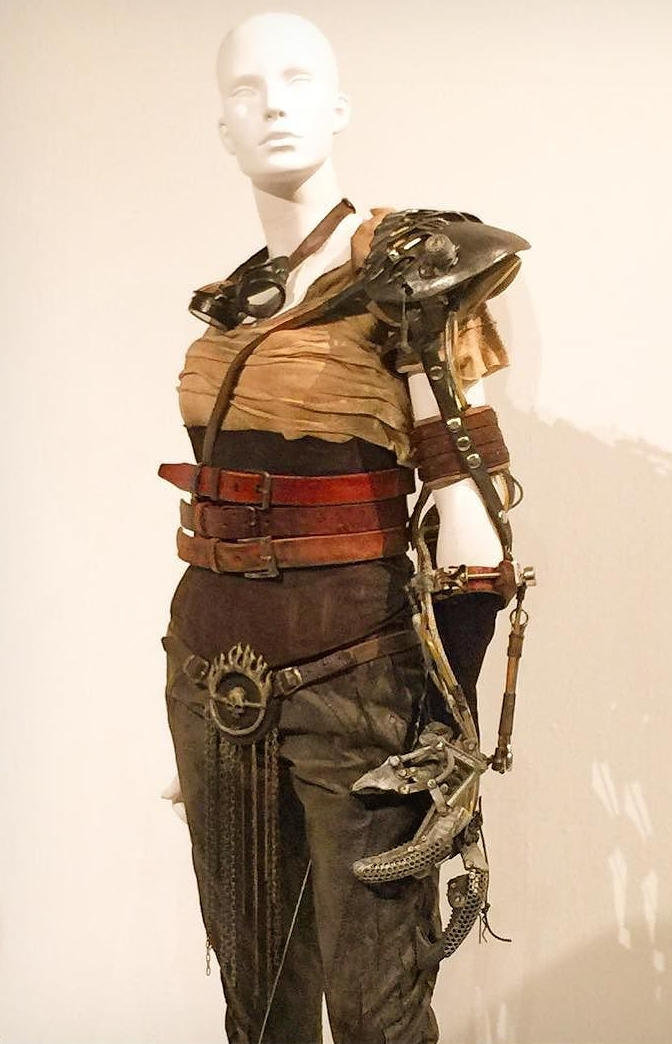
Costume porté par Charlize Theron interprétant le rôle de Furiosa.

À la suite d’un holocauste nucléaire, le monde est devenu une terre désertique et la civilisation humaine s’est effondrée. Max Rockatansky, un survivant, est capturé par les « War Boys », l’armée du tyrannique Immortan Joe, et emmené à la Citadelle de Joe. Désigné comme donneur de sang universel et en proie à des visions, Max est emprisonné et utilisé en tant que « globular / poche de sang » pour le maladif Nux, un jeune War Boy qui espère atteindre le Valhalla en se distinguant par une mort héroïque. Pendant ce temps, « Imperator » Furiosa, un des lieutenants de Joe, est envoyée en mission à bord du Porte-Guerre, un camion-citerne lourdement armé, pour rapporter de l’essence. Quand elle entraîne le convoi hors de l’itinéraire prévu, Joe se rend compte que ses cinq « épouses », des jeunes femmes servant d’esclaves sexuelles et de « ventres », sont absentes. Immortan Joe conduit alors toute son armée à la poursuite de Furiosa.
Nux se joint à la poursuite avec Max attaché au capot de sa voiture et relié à lui par perfusion intraveineuse. Une bataille s’ensuit entre le camion-citerne et les forces de Joe. Furiosa se lance dans une tempête de sable et sème ainsi ses poursuivants, à l’exception de Nux, qui tente de se sacrifier pour détruire le camion, mais échoue. Max se réveille après l’accident du véhicule de Nux et découvre qu’il est toujours attaché à ce dernier. Après la tempête, Max aperçoit Furiosa qui désensable le Porte-Guerre alors que les jeunes femmes se désaltèrent. L’une d’elles, Splendid, est pratiquement sur le point d’accoucher. Alors que Max demande de l’eau en menaçant le groupe avec une arme, Furiosa se jette sur lui. L’affrontement est interrompu par le rugissement des moteurs de l’armée motorisée de Joe. Max s’empare du Porte-Guerre, mais l’antidémarrage immobilise le camion, et il accepte à contrecœur de laisser Furiosa et le groupe de femmes l’accompagner. Nux, assommé, reprend ses esprits et monte discrètement à l’arrière de la remorque de carburant tandis que le camion redémarre. Il sabote les freins de la remorque de carburant attelée à l’arrière et profite de ce que Max s’occupe de ce problème pour s’introduire dans la cabine et tenter de tuer Furiosa, tentative qui échoue : il est rapidement maîtrisé par les épouses qui empêchent cependant Furiosa de le tuer, prétextant qu’il n’est qu’un « jeune à la fin de sa demi-vie », manipulé par les préceptes de Joe et rappelant que sa mort romprait une promesse qu’elles se sont faites. Expulsé en route du camion, il est récupéré par l’armée de Joe.
Furiosa conduit à travers un canyon contrôlé par un gang de motards, avec lequel elle avait conclu un accord pour un passage sécurisé. Mais, à cause des forces de Joe à la poursuite de Furiosa, le gang revient sur l’accord et attaque le convoi, qui prend la fuite. Les motards font exploser les parois du canyon afin de bloquer Joe. Max et Furiosa combattent les motards et le véhicule de Joe, dans lequel est monté Nux. Dans la course-poursuite, Splendid tombe du camion et perd la vie. Joe tente de sauver l’enfant en ordonnant une césarienne mais il est trop tard.
Désemparé d’avoir été abandonné par son leader, Nux rejoint le groupe qui traverse des paysages désolés et désertiques pendant de longs jours. Furiosa explique à Max qu’elle a été arrachée aux siens par Joe lorsqu’elle était jeune, et qu’ils tentent de rejoindre l’oasis paisible où elle est née. Mais elle apprend bientôt, par son ancien clan composé de guerrières, que le territoire utopique tant espéré est maintenant pollué et inhabitable. Les femmes prennent alors la décision de s’enfoncer dans le grand désert de sel dans l’espoir de trouver un endroit pour vivre.
Max choisit de rester derrière. Mais il est de nouveau victime des visions d’une petite fille décédée qu’il n’a pas réussi à sauver, celles-ci le décident à rejoindre le clan pour les convaincre de retourner à la Citadelle, désormais sans défense, et d’éliminer Immortan Joe en chemin afin de s’emparer de ses réserves d’eau et de ses cultures privées. Dans une ultime course-poursuite dans le défilé précédemment traversé, Furiosa est gravement blessée, mais parvient à accrocher le masque de Joe aux roues de sa voiture, déchirant son visage. Nux se sacrifie en détruisant le Porte-Guerre, bloquant le canyon et tuant ses anciens acolytes. Max soigne Furiosa en lui transfusant son sang.
À la Citadelle, la foule explose de joie à la vue du cadavre de Immortan Joe. Une nouvelle ère commence pour eux maintenant que le tyran est mort. Max préfère disparaître dans la foule en liesse après un dernier regard à Furiosa, qui est élevée jusqu’au dôme.

## Fiche technique
Sauf indication contraire, les informations mentionnées dans cette section peuvent être confirmées par les bases de données cinématographiques IMDb et Allociné,  présentes dans la section « Liens externes ».
- Titre original et français : Mad Max: Fury Road
- Titre québécois : Mad Max : La Route du chaos
- Réalisation : George Miller
- Scénario : George Miller, Brendan McCarthy et Nick Lathouris
- Musique : Junkie XL
- Direction artistique : Russell De Rozario
- Décors : Colin Gibson
- Costumes : Jenny Beavan
- Photographie : John Seale
- Montage : Margaret Sixel
- Production : Doug Mitchell (en), George Miller et P. J. Voeten
- Sociétés de production : Kennedy Miller Productions et Village Roadshow Pictures
- Distribution : Warner Bros.
- Budget : 150 millions $[2],[3]
- Pays de production :  Australie
- Langue originale : anglais
- Format : couleur - 35 mm - 2.40:1 – son Dolby Digital, Datasat, SDDS et Dolby Atmos
- Genre : science-fiction post-apocalyptique et dystopique, road movie, action
- Durée : 120 minutes
- Dates de sortie[4] :
  - États-Unis : 15 mai 2015
  - France : 14 mai 2015
  - Australie : 14 mai 2015
- Classification :
  - États-Unis : R - Restricted (Interdit aux moins de 17 ans)[5]
  - France : tous publics avec avertissement lors de sa sortie en salles[6] ; déconseillé aux moins de 12 ans à la télévision

## Distribution

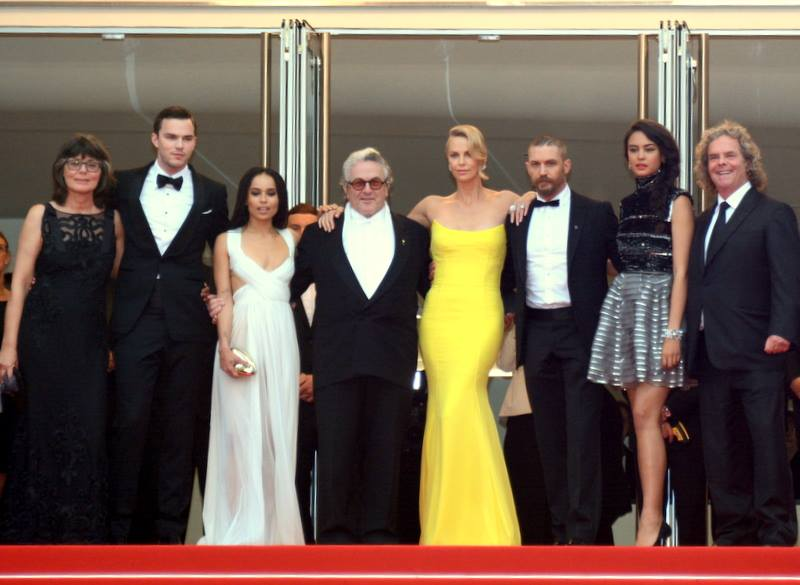
Le réalisateur George Miller et le producteur, entourés des principaux acteurs lors de la présentation du film à Cannes.

- Tom Hardy (VF : Jérémie Covillault ; VQ : Paul Sarrasin) : Max Rockatansky dit « Mad Max »
- Charlize Theron (VF : Barbara Kelsch ; VQ : Camille Cyr-Desmarais) : Imperator Furiosa
- Hugh Keays-Byrne (VF : Gabriel Le Doze ; VQ : Patrick Chouinard) : Immortan Joe
- Nicholas Hoult (VF : Emmanuel Garijo ; VQ : Xavier Dolan) : Nux
- Rosie Huntington-Whiteley (VF : Daniela Labbé-Cabrera ; VQ : Ariane-Li Simard-Côté) : The Splendid Angharad
- Riley Keough (VF : Delphine Rivière ; VQ : Catherine Brunet) : Capable
- Abbey Lee Kershaw (VF : Chloé Stefani ; VQ : Rachel Graton) : The Dag
- Zoë Kravitz (VF : Marie Tirmont ; VQ : Sarah-Jeanne Labrosse) : Toast the Knowing
- Courtney Eaton (VF : Zina Khakhoulia ; VQ : Marilou Morin) : Cheedo the Fragile
- Nathan Jones (VF : Gilles Morvan ; VQ : Jean-François Beaupré) : Rictus Erectus
- Quentin Kenihan : Corpus Colossus
- Josh Helman (VF : Jean-Alain Velardo ; VQ : Alexis Lefebvre) : Slit
- John Howard (VF : Luc Florian ; VQ : Manuel Tadros) : le Mange-Personne
- iOTA : le guitariste lance-flammes (Doof Warrior)
- Richard Carter (VF : Jean Barney ; VQ : Éric Gaudry) : le meunier
- Angus Sampson (VF : Loïc Houdré ; VQ : Marc-André Brunet) : Organic Mechanic
- Megan Gale (VF : Carole Franck) : Valkyrie
- Jennifer Hagan (VF : Marion Loran) : Miss Giddy
- Richard Norton : le premier Imperator
- Hélène Cardona : The Wretched (voix) (non créditée)
Version française
  - Société de doublage : Dubbing Brothers
  - Direction artistique : Béatrice Delfe
  - Adaptation : Joël Savdié

 Source et légende : version française (VF) sur RS Doublage et version québécoise (VQ) sur Doublage Québec

## Production

### Genèse du projet

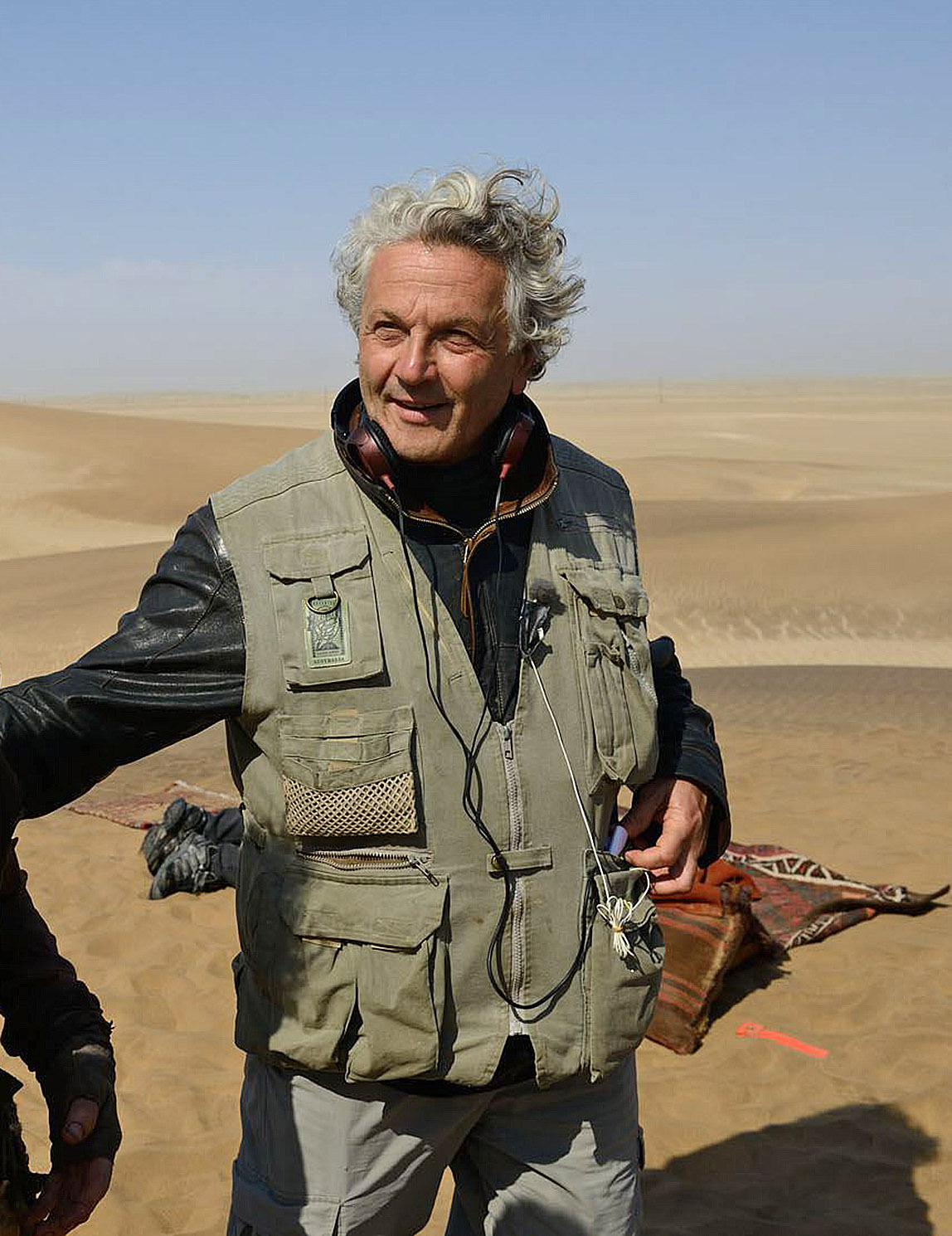
Le réalisateur sur le tournage du film en Namibie, en juillet 2012.

Le projet de continuer la saga Mad Max a longtemps été envisagé, peu de temps après Mad Max : Au-delà du dôme du tonnerre sorti en 1985. En 1997, George Miller peine à monter le projet à la suite de l’échec de certains de ses films.
En 2003, le réalisateur de la trilogie George Miller annonce qu’un script a été écrit et que la pré-production va débuter peu de temps après. On parle alors d’un budget de 100 millions de dollars américains et d’un tournage en Australie. Mais ce projet tombe à l’eau, et le tournage est alors déplacé en Namibie.
En novembre 2006, George Miller confirme son intention de réaliser ce 4e film même sans Mel Gibson : « Il y a un vrai espoir réel. La dernière chose que je voulais faire est un autre Mad Max, mais ce scénario est arrivé et je me suis fait complètement emporter par cela ». Miller débute alors l’écriture du scénario avec l’auteur britannique de comics Brendan McCarthy, qui dessine également quelques véhicules pour le film.
En mars 2009, George Miller bouleverse tout le projet en annonçant que le film sera finalement en images de synthèse et en 3D, procédé qu’il a apprécié pour son film Happy Feet. Ce projet est finalement abandonné mais l’idée de la 3D reste présente. En mai 2009, Miller débute ainsi les repérages en prévision du futur tournage. En octobre de la même année, le réalisateur annonce ainsi un tournage courant 2011 à Broken Hill en Nouvelle-Galles du Sud.
En juillet 2010, la possibilité de sortir finalement deux films, intitulés Mad Max: Fury Road et Mad Max: Furiosa, est évoquée. En fin d’année, la production annonce que le tournage est repoussé à février 2012, en raison d’importantes pluies dans le désert de Broken Hill qui ont considérablement modifié les lieux. Miller se concentre alors sur Happy Feet 2.
Le tournage débute finalement à l’été 2012 en Namibie pour une sortie annoncée à mai 2015. Le film est annoncé comme une sorte de « ré-invention » de la saga, avec une gigantesque course-poursuite finale dans le désert semblable à celle du deuxième opus, Mad Max 2 : Le défi.

### Attribution des rôles

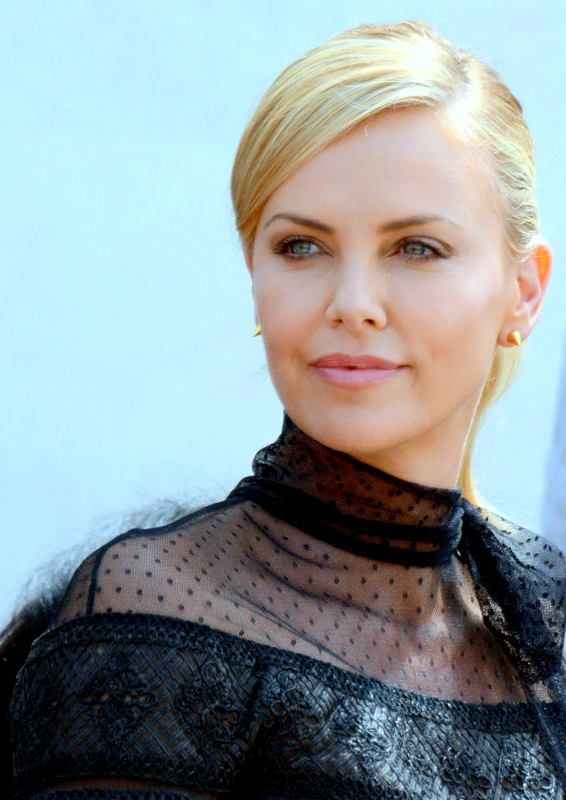
L’actrice Charlize Theron, pour la présentation du film au Festival de Cannes 2015.

Avant de choisir Tom Hardy, plusieurs acteurs, comme notamment Sam Worthington et Paul Walker ont été envisagés pour le rôle principal. Heath Ledger avait également été approché une dizaine d’années avant la sortie du film. George Miller explique avoir choisi Tom Hardy car « Il possède un charisme paradoxal, et cela fait de lui quelqu’un de fascinant à regarder […]. Tom peut être accessible et en même temps mystérieux, il sait être dur et en même temps vulnérable ».
Dès octobre 2009, Charlize Theron est attachée au projet, malgré les aléas subis par la production du film. Elle retrouvera par ailleurs Nicholas Hoult (qui incarne Nux) sur le film Dark Places.
Après avoir interprété « Toecutter » (Le chirurgien en VF) dans le tout premier Mad Max, l’acteur Hugh Keays-Byrne a accepté de jouer à nouveau le rôle d’un chef de gang et antagoniste du héros. Le réalisateur explique ce choix : « C’est le genre de charisme dont j’avais besoin pour Fury Road […]. Hugh porte un masque dans le film et donc personne ne pourra le prendre pour le Chirurgien, et il a un regard incroyable et une voix qui porte. C’est un grand nounours au fond et il apporte beaucoup d’entrain à son personnage. Il procure une autre dimension au film ne serait-ce que par la force de sa personnalité. Il a vraiment donné du punch à nos War Boys ».
Mel Gibson était annoncé pour un caméo, mais en décembre 2013 George Miller annonce qu’il ne participera pas au film : « Ça aurait été quelque chose de sympa, mais non, ce n'est pas vrai ».

### Tournage

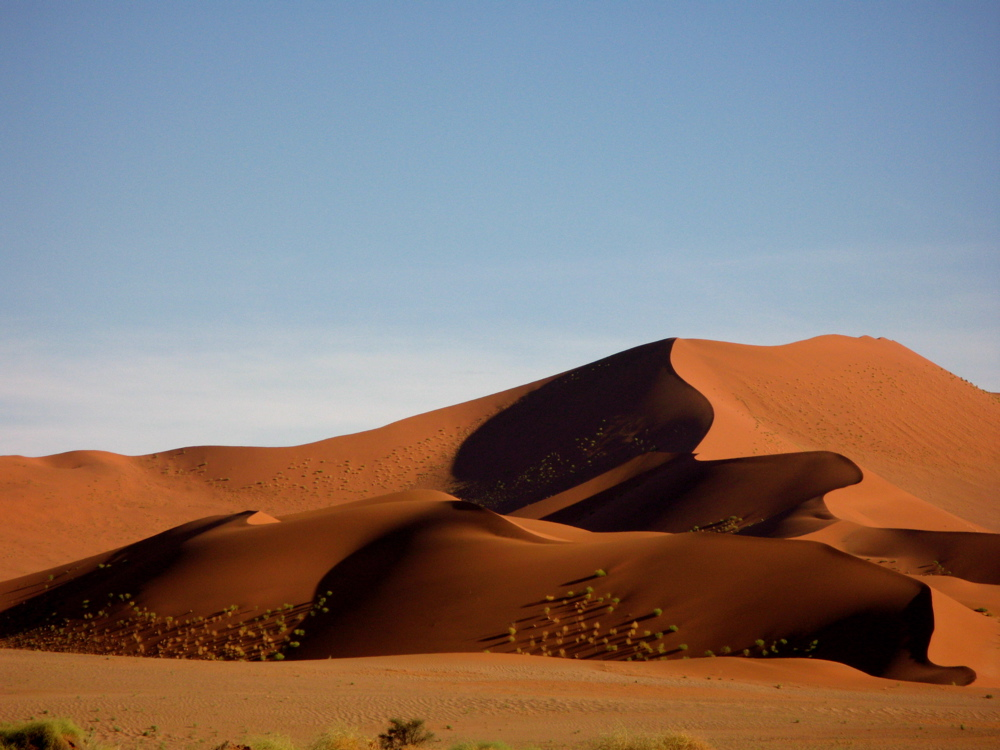
Dunes de Sossusvlei dans le désert du Namib.

Le tournage débute en juillet 2012 en Namibie,. De nouvelles cascades et prises de vues supplémentaires ont été nécessaires en décembre 2013, à Sydney. À la suite de projections tests, George Miller pensait que quelques scènes manquaient de rythme.
George Miller explique que des technologies inédites ont été utilisées : « On avait l'occasion de mieux restituer l'échelle et l'énergie de cet univers en bénéficiant des dernières technologies. On a pu installer des caméras là où ne pouvait pas le faire auparavant, et les faire évoluer grâce au formidable système Edge Arm. Si une bataille avait lieu sur une voiture, on harnachait les acteurs avec des câbles, puis on les effaçait numériquement. Quand on voit Max suspendu la tête en bas entre deux véhicules, il s’agit bien de Tom Hardy. Quand Furiosa s’accroche à lui, il s’agit bien de Charlize Theron et de Tom. Et quand on voit Nux grimper à l’avant d’une voiture, il s’agit de Nicholas Hoult ».
Le tournage a été marqué par divers problèmes. La Warner a ainsi été confrontée à plusieurs plaintes d’organismes de protection de l’environnement l’accusant de dégrader le milieu naturel en Namibie, notamment le désert du Namib. La production du film a précisé que malgré tout le tournage a engendré plusieurs dizaines de millions de dollars dans l’économie du pays et que plusieurs centaines de techniciens locaux ont été engagés. De fortes tensions naissent également entre les deux têtes d’affiche, Theron et Hardy, la première reprochant notamment au second d’arriver parfois avec plusieurs heures de retard sur le plateau et de faire preuve d’agressivité, au point que l’actrice demande à bénéficier d’un service de protection. Nicholas Hoult, qui interprète un second rôle à leurs côtés, décrit l’ambiance du tournage comme « être sur la route des vacances pendant que les deux adultes à l'avant se disputent. »

### Bande originale
Albums de Junkie XL
Night Run
(2015) Strictly Criminal
(2015)
Bandes originales de Mad Max
Mad Max : Au-delà du dôme du tonnerre
(1985)
La musique du film est composée par l’artiste néerlandais Junkie XL. On peut par ailleurs y entendre le célèbre Dies iræ extrait du Requiem de Giuseppe Verdi pendant la séquence nocturne, lors de l’assaut mené par le personnage The Bullet Farmer, ainsi que deux thèmes composés par l’artiste grecque Eléni Karaïndrou : Refugee’s Theme Symphonic Variation No. 1 et Elegy for Rosa.
| 1.  | Survive (Version longue)            | 1:40  |
| 2.  | Escape (Version longue)             | 3:28  |
| 3.  | Immortan’s Citadel (Version longue) | 8:58  |
| 4.  | Blood Bag (Version longue)          | 3:39  |
| 5.  | Buzzards Arrive (Titre bonus)       | 1:26  |
| 6.  | Spikey Cars (Version longue)        | 4:08  |
| 7.  | Storm Is Coming (Version longue)    | 6:16  |
| 8.  | We Are Not Things (Version longue)  | 1:42  |
| 9.  | Water (Version longue)              | 6:25  |
| 10. | The Rig (Version longue)            | 6:31  |
| 11. | Into the Canyon (Titre bonus)       | 2:49  |
| 12. | Brothers In Arms (Version longue)   | 5:52  |
| 13. | The Chase (Titre bonus)             | 3:16  |
| 14. | Moving On (Titre bonus)             | 1:56  |
| 15. | The Bog (Version longue)            | 12:32 |
| 16. | Redemption                          | 1:45  |
| 17. | Many Mothers (Version longue)       | 8:58  |
| 18. | The Return To Nowhere (Titre bonus) | 5:17  |
| 19. | Claw Trucks (Version longue)        | 5:43  |
| 20. | Immortan (Titre bonus)              | 11:10 |
| 21. | Chapter Doof                        | 6:49  |
| 22. | Walhalla Awaits (Titre bonus)       | 2:40  |
| 23. | My Name Is Max                      | 2:23  |
| 24. | Let Them Up                         | 2:36  |
| 25. | Mary Jo Bassa (Titre bonus)         | 2:26  |
| 26. | Coda (Titre bonus)                  | 4:43  |

## Accueil

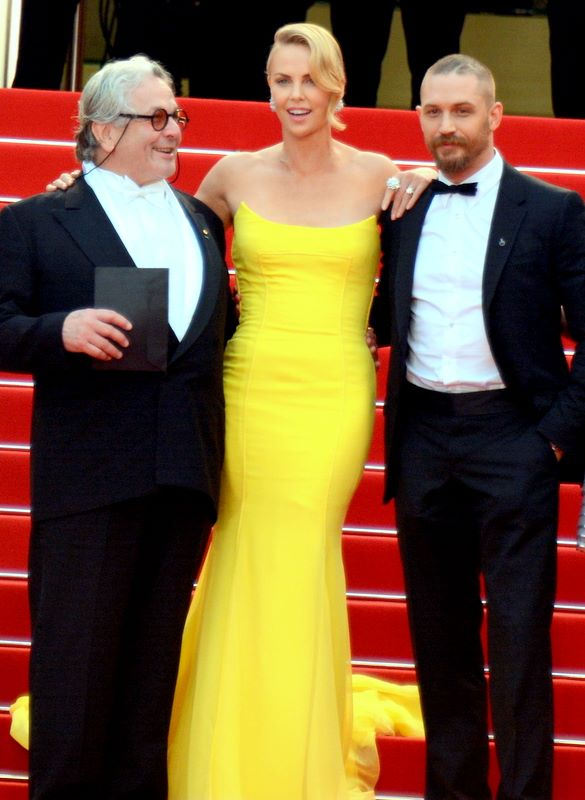
George Miller, Charlize Theron et Tom Hardy lors de la présentation du film au Festival de Cannes 2015.

### Accueil critique
Mad Max: Fury Road est largement salué par la critique. Pour le site Rotten Tomatoes, 98 % des 274 critiques collectées sont positives, le film obtenant une moyenne de 8,7/10, tandis que sur le site Metacritic le score s’élève à 89⁄100 pour 47 critiques et une moyenne de 8,8/10. Sur IMDb, il obtient une note de 8,1/10, le classant cent-soixante-dix-huitième meilleur film de tous les temps. En France, l’accueil est également positif, le film obtenant une moyenne de 4,4/5 sur le site Allociné à partir de l’interprétation de 23 critiques de presse, et une moyenne de 4,3/5 pour les spectateurs. Les Cahiers du Cinéma classe le film à la cinquième place de leur top 10 2015.

### Box-office
En France, le long-métrage, distribué dans 802 salles (il en compte 807 en deuxième semaine), totalise 270 000 entrées le jour de sa sortie, dont 76 000 entrées à Paris, ce qui en fait le meilleur démarrage de l’année dans la capitale, a annoncé le distributeur, Warner Bros., dans un communiqué,. Il occupe la première place du box-office durant deux semaines avec près de 1,5 million d’entrées, et frôle les 2 millions lors de sa quatrième semaine d’exploitation.
Aux États-Unis, le film prend la seconde place du box-office derrière The Hit Girls 2, sorti le même jour, en totalisant 45 428 128 $ le week-end de sa sortie dans les 3 702 salles le distribuant. Gagnant vingt salles supplémentaires, il totalise 24 639 262 $ en second week-end, pour un résultat de 88 079 541 $ engrangés au cours de son exploitation. Il atteint les 100 millions de dollars à la fin du mois de mai.
Entre la sortie initiale de 2015 et les reprises en salles entre 2016 et 2021, le long-métrage totalise 380 418 444 $ de recettes mondiales, dont 154 280 290 $ aux États-Unis.
| Pays ou région | Box-office        | Date d'arrêt du box-office | Nombre de semaines |
| -------------- | ----------------- | -------------------------- | ------------------ |
| États-Unis     | 153 636 354 $     | 25 septembre 2015          | 19                 |
| France         | 2 360 586 entrées | 22 juillet 2015            | 10                 |
| Mondial        | 379 436 354 $     | 25 septembre 2015          | 19                 |

## Distinctions
Le film reçoit six Oscars lors de la 88e cérémonie des Oscars, le 28 février 2016. Mad Max: Fury Road est généralement considéré comme l’un des meilleurs films sortis au XXIe siècle,,.

### Récompenses
- Grand prix FIPRESCI 2015
- Festival du film de Hollywood 2015 :
  - Hollywood Make-Up and Hairstyling Award pour Lesley Vanderwalt
  - Hollywood Production Design Award pour Cory Gibson
- Australian Academy of Cinema and Television Arts Awards 2015 :
  - Meilleur film
  - Meilleur réalisateur pour George Miller
  - Meilleure photographie pour John Seale
  - Meilleur montage pour Margaret Sixel
  - Meilleurs décors pour Colin Gibson
  - Meilleure musique pour Junkie XL
  - Meilleur son
  - Meilleurs effets visuels
- Boston Society of Film Critics 2015 : meilleur montage pour Margaret Sixel
- Boston Online Film Critics Association 2015 :
  - Meilleur film
  - meilleur réalisateur pour George Miller
  - meilleure photographie pour John Seale
  - meilleur montage pour Margaret Sixel
  - meilleure musique pour Junkie XL
- Los Angeles Film Critics Association 2015 :
  - Meilleur réalisateur pour George Miller
  - meilleure photographie pour John Seale
  - meilleurs décors pour Colin Gibson
- National Board of Review 2015 : meilleur film
- New York Film Critics Online 2015 : meilleure photographie pour John Seale
- Washington DC Area Film Critics Association 2015 :
  - Meilleur réalisateur pour George Miller
  - meilleur montage pour Margaret Sixel
  - Meilleurs décors pour Colin Gibson
- British Academy Film Awards 2016 :
  - Meilleur montage
  - Meilleurs décors
  - Meilleurs costumes
  - Meilleurs maquillages et coiffures
- Oscars 2016
  - Meilleurs décors
  - Meilleurs maquillages et coiffures
  - Meilleure création de costumes pour Jenny Beavan
  - Meilleur montage pour Margaret Sixel
  - Meilleur montage de son
  - Meilleur mixage de son
- Saturn Awards 2016 : Meilleure actrice pour Charlize Theron

### Nominations et sélections
- Festival de Cannes 2015 : sélection officielle hors compétition
- Australian Academy of Cinema and Television Arts Awards 2015 :
  - Meilleure actrice pour Charlize Theron
  - Meilleur scenario original pour George Miller, Brendan McCarthy et Nick Lathouris
  - Meilleurs costumes pour Jenny Beavan
- Golden Globes 2016 :
  - Meilleur film dramatique
  - Meilleur réalisateur pour George Miller
- Screen Actors Guild Awards 2016 : meilleure équipe de cascadeurs
- Oscars 2016 (cérémonie le 28 février 2016) :
  - Meilleur film
  - Meilleur réalisateur pour George Miller
  - Meilleure photographie pour John Seale
  - Meilleurs effets visuels

## Autour du film

### Éditions
Le film est sorti en DVD, Blu-Ray, Blu-Ray 3D et Blu-Ray UHD dans plusieurs coffrets.
En octobre 2016 sort une version en noir et blanc du film, nommée Mad Max Fury Road - Black and Chrome Edition (trad : Édition Noir et Chrome), référence aux sprays chromés utilisés par les War Boys. Cette version se rapproche de la vision originale de Miller, qui souhaitait en premier lieu sortir ce film en noir et blanc. Il ne s’agit pas là d’une simple conversion monochromatique du film mais bel et bien d’un réel travail de recalibrage afin d’obtenir davantage de profondeur d’image.
La même année sortent les tout premiers Blu-Ray 4K UHD, dont Mad Max Fury Road fait partie.
Le coffret collector intégral Mad Max High Octane contient notamment modèle réduit de l’Interceptor, la voiture du film, ainsi que 11 disques (la trilogie originale Mad Max, Mad Max : Le Défi et Mad Max : Au-Delà du Dôme du Tonnerre en DVD et Blu-Ray, Mad Max Fury Road en DVD, Blu-Ray et Blu-Ray UHD, la version Black and Chrome Edition en Blu-Ray, et le documentaire Madness of Max).

### Adaptation en comics
La filiale Vertigo de l’éditeur DC Comics a annoncé la sortie dès mai 2015 de trois séries de comics Mad Max centrés sur les personnages de Max, Furiosa, Nux et Immortan Joe. George Miller est l’un de ses scénaristes crédités. En parallèle, l’éditeur publiera Mad Max: Fury Road – Inspired Artists, un artbook de plus de 140 pages où différents noms de la BD et de l’illustration américaine (comme Dave McKean, Bill Sienkiewicz ou Gilbert Hernandez) dessineront leur vision de la saga.
Par ailleurs, le réalisateur George Miller a affirmé son intention de développer une histoire autour du guitariste aveugle de Fury Road : « Je veux raconter l'histoire de ce personnage dans un comic si j'en ai l'opportunité. Pour moi, son histoire est celle de quelqu'un qui parvient à survivre dans ce monde alors qu'il est aveugle. Comment quelqu'un d'aussi faible physiquement a pu survivre à l'Apocalypse ? En fait il a survécu précisément parce qu'il est aveugle ; il a vécu terré au fond d'une mine, sans éclairage, là où c'était un avantage d'être aveugle. Il a vécu au fond de cette mine, assis, à manger les rongeurs et autres rats empoisonnés qui passaient, tout en buvant de l'eau salée. Sa seule compagnie, c'était une guitare, dont il jouait là où personne ne l'entendait. Jusqu'à ce qu'un jour, Immortan Joe passe dans le coin, et que quelqu'un entende sa musique. C'est là qu'Immortan Joe a décidé de faire appel à lui et de le faire jouer comme un joueur de cornemuse, perché sur son char, tandis que les troupes partent à la guerre ».

### Projets de suites
Dès 2011, d’hypothétiques cinquième et sixième épisodes ont été annoncés. En mai 2015, quelques jours après la sortie du film, George Miller confirme une suite intitulée Mad Max: The Wasteland et envisage même un 6e film. Le film suivant est finalement une préquelle-spin-off centrée sur Furiosa. Le film, intitulé Furiosa : Une saga Mad Max, est sorti en mai 2024.